# Кнабе, Август
Август Кристиан Готфрид Кнабе (нем. August Christian Gorrfried Knabe; 22 ноября 1847, Остервик — 12 декабря 1940, Зост) — немецкий органист, композитор и музыкальный педагог, крупный деятель церковной музыки начала XX века.
Родился в семье мастера-красильщика. В 1868 г. окончил учительскую семинарию в Хальберштадте, работал учителем в том же городе. Затем окончил Королевский институт церковной музыки в Берлине и в 1876—1914 гг. преподавал музыку в Зосте, наиболее выдающимся его учеником был Вильгельм Миддельшульте. В 1884—1906 гг. руководил также городскими хоровыми коллективами, с которыми исполнял крупные и сложные произведения. В 1896 г. удостоен звания королевского музикдиректора. В связи с прогрессирующей глухотой в 1916 году вышел на пенсию.
Основной заслугой Кнабе является составление сборника хоралов Вестфалии и Рейнланда, вышедшего первым изданием в 1894 г. и призванного заменить переиздававшийся с 1829 г. сборник Б. К. Л. Наторпа, Ф. Кесслера и И. К. Г. Ринка, возвращая хоралы к более аутентичному звучанию от мелодических влияний XIX века. Переработанное издание Кнабе выпустил в 1932 году (6-е издание 1940) и был за него удостоен степени почётного доктора теологии Мюнстерского университета.
Имя Кнабе носит улица в Зосте (нем. August-Knabe-Weg), на доме в Остервике, где он родился, установлена мемориальная доска.